# Generał finansowy
Generał finansowy, generał finansów (fr. Général des finances) – nieusuwalny urząd (fr. office) we Francji w okresie monarchii stanowej.

## Kompetencje urzędu
Podstawową kompetencją generałów finansowych była administracja finansów nadzwyczajnych, tj. dochodów królestwa z podatków nadzwyczajnych (aide royale i taille), pochodzących z dawnych krajów lennych. W krajach elekcji generałowie finansowi sprawowali nadzór nad elektami i poborcami podatków. Części z nich przypisano władzę sądowniczą, z której narodziły się sądy suwerenne Cours des aides.

## Historia urzędu
Korzenie urzędu sięgają instytucji generałów superintendentów (généraux superintendants) wybranych przez Stany Generalne Languedoïl w 1355 r. dla kontroli poboru podatków zagwarantowanych przez te Stany królowi Francji. Wraz z wykształceniem się królewskiego aparatu poboru podatków dotychczasowi generałowie superintendenci przyjęli nazwę generałów finansowych. Za panowania Karola VII ustanowiono liczbę generałów finansowych na 4. Działali oni w okręgach generalnych: Langwedocji, Languedoïl, Outre-Seine-et-Yonne i Normandii.
Generałowie finansowi wraz ze skarbnikami Francji tworzyli radę zarządzającą finansami królestwa zw. Messieurs de France. W roku 1523 Franciszek I Walezjusz podjął próbę ujednolicenia dualnego systemu finansowego monarchii (królewskiego i stanowego), powołując centralny skarbiec (fr. Trésor d'Épargne) i urząd Skarbnika Oszczędności (fr. Trésorier d'Épargne). W 1542 r. dochody domeny królewskiej (finanse zwyczajne) i dochody z aide royale oraz taille (finanse nadzwyczajne) połączone zostały w nową kategorię dochodów generalnych (fr. recettes générales). W 1545 r. przeniesiono siedziby generałów finansowych i skarbników Francji do poszczególnych okręgów generalnych, co położyło kres ich uprawnieniom jako części centralnej administracji finansowej. Między 1552 a 1557 r. ich urzędy pozostawały połączone w urzędzie skarbników generalnych Francji. Między 1557 a 1577 r. powrócono do rozdziału tych funkcji, z tym że zwiększono liczbę okręgów generalnych do 17.
W 1577 r. ponownie zunifikowano oba urzędy. Wdrożony został nowy system finansowy oparty na kolektywnym zarządzie przez biura finansów i skarbników generalnych Francji.